# Staroziniv, Bilopillea
Staroziniv (în ucraineană Старозінів) este un sat în comuna Bobrîk din raionul Bilopillea, regiunea Sumî, Ucraina.

## Demografie
Componența lingvistică a localității Staroziniv
     Ucraineană (100%)
Conform recensământului din 2001, toată populația localității Staroziniv era vorbitoare de ucraineană (100%).